# Aras de los Olmos
Aras de los Olmos es un municipio español perteneciente a la provincia de Valencia, situado en el interior de la comarca Los Serranos, en la Comunidad Valenciana. Cuenta con una población de 392 habitantes (INE 2024). Se trata de un municipio castellanohablante, en el que el castellano cuenta con el predominio lingüístico reconocido legalmente.

## Geografía
Situado al noroeste de la provincia, entre los ríos Turia y Arcos, su superficie es muy irregular. Tiene algunas llanadas en la parte central pero predominan las zonas montañosas, con algunos barrancos muy profundos. Las alturas principales son: Muela de Santa Catalina (1301 m), Fuente del Lirio (1398m), Tejerías (1181m) y Mompedroso (1207m). El río Turia lo atraviesa de norte a sur por el sector occidental. Afluyen a este río, y al Arcos, los barrancos de la Hoz, del Carril, Regajo y Araña. La villa está situada en medio de una amplia llanura, al noroeste de la sierra del Sabinar, teniendo el municipio una extensión de 76,04 km². Desde Valencia se accede a esta localidad tomando la CV-35.
En el término municipal de Aras de los Olmos, se encuentra, a 6,5 km al norte, la aldea de Losilla de Aras. Que limita con las siguientes localidades: por el este con Alpuente, por el sur con Titaguas, (ambas en la provincia de Valencia), por el norte con Arcos de las Salinas, en la provincia de Teruel, Aragón, y por el oeste con Santa Cruz de Moya, en la provincia de Cuenca, Castilla-La Mancha.
El clima, debido a la altitud en la que se sitúa, esta tierra tiene inviernos fríos y veranos cálidos con noches suaves. En general, es un clima templado, ya que las olas de calor que suele sufrir la comunidad no le alcanzan, y su altura proporciona una atmósfera fresca, limpia e ligera. La nieve aparece en algunos inviernos, formando paisajes preciosos.

## Historia
La villa de Aras estuvo poblada por los íberos. Hacia el 154 a. C. ya había sido ocupada por Roma perteneciendo sucesivamente a la Hispania Citerior, la Tarraconensis y la Cartaginensis. Después de 300 años de Reino visigodo, la península es conquistada por los árabes, que instauran el Califato de Córdoba. La disolución del califato dio lugar a los reinos de Taifas, perteneciendo Aras a la Taifa de Alpuente, entre 1030 y 1092, y posteriormente al imperio Almohade. Reconquistada por el rey Jaime I en 1236, fue repoblada por cristianos y aragoneses. Jaime I en 1240 la adscribió al término municipal de Alpuente, con el nombre de Aras de Alpuente. Pasó, por donación real, a la Orden de Montesa en 1318. El 11 de mayo de 1728, el rey Felipe V otorgó a la población la Real Cédula de Constitución de Villa de Aras, con categoría de Villa Real e Independiente. El 4 de junio de ese mismo año, se constituyó el primer ayuntamiento del municipio.
El 26 de julio de 2001, el Gobierno Valenciano aprobó el cambio de nombre del municipio. Ya no sería Aras de Alpuente, localidad a la cual estuvo históricamente vinculada, sino Aras de los Olmos, su denominación actual.

## Demografía
Aras de los Olmos cuenta con una población de 392 habitantes (INE 2024).
| Gráfica de evolución demográfica de Aras de los Olmos entre 1842 y 2021                                             |
| |
| Población de derecho según los censos de población del INE Población de hecho según los censos de población del INE |

La población es muy estacional, albergando grandes variaciones entre la época hibernal y la estival, pasando de 350 habitantes durante los meses más fríos, a 1200 durante los meses de verano.

## Economía

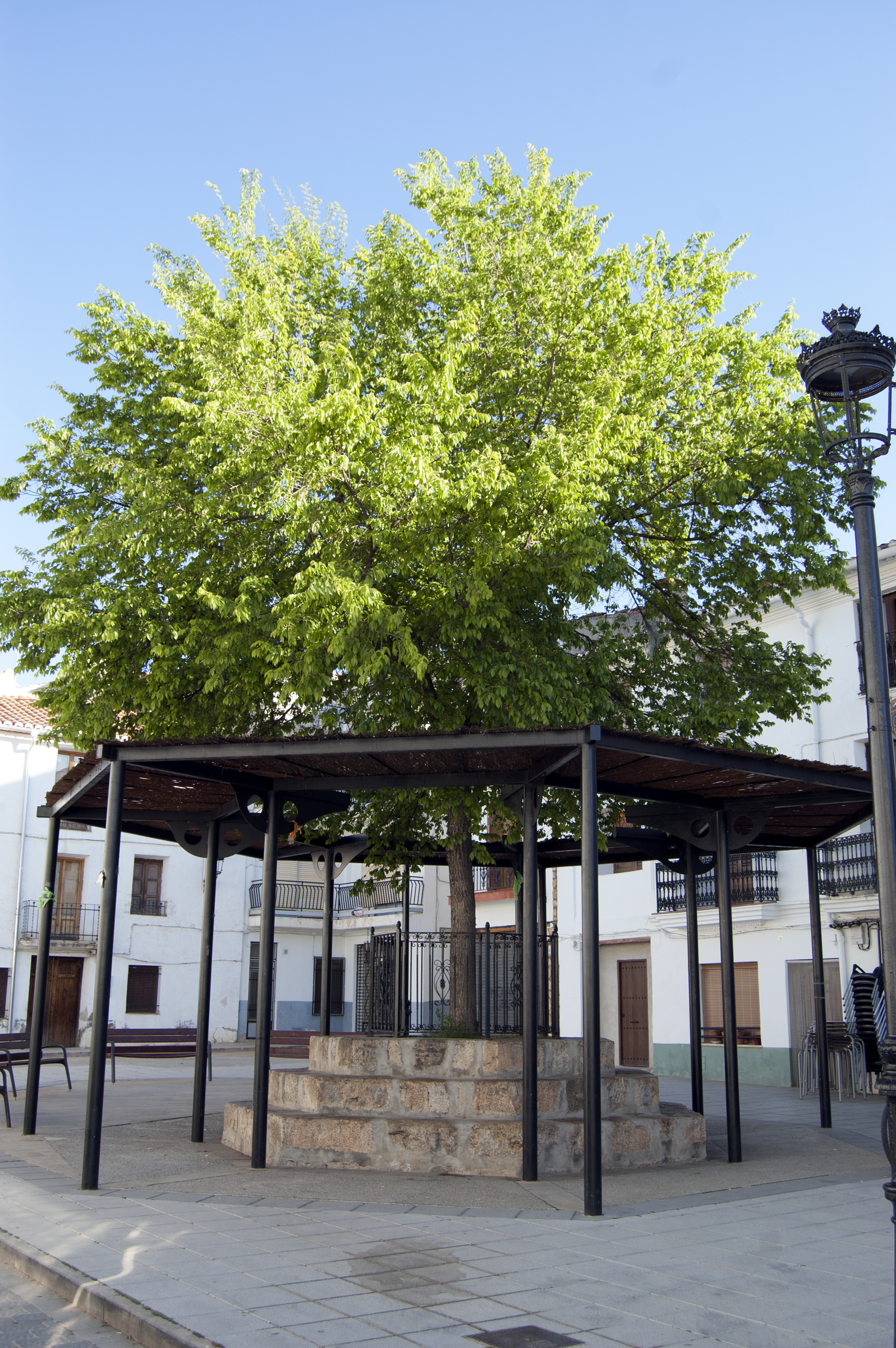
Plaza del Olmo

- La economía de este municipio se basa en la agricultura de secano, mayoritariamente. Su cultivo clásico son los cereales, con ejemplos como trigo con centeno, la almendra y la vid. El regadío se encuentra cerca del núcleo urbano y es muy reducido, cubriendo apenas las necesidades domésticas; se aprovechan las aguas de fuentes, balsas, y del barranco del Regajo. Por otra parte, también tiene gran relevancia la ganadería, concentrada en la periferia del pueblo con recintos cerrados.[6]
- Durante los últimos años, ha estado en crecimiento la producción de miel, convertida en producto típico del pueblo, así como de la trufa o del azafrán.[7]
- Hay que destacar el turismo rural, que cada vez va tomando más relevancia en la actividad económica del municipio, contando con diversas rutas para realizar tanto a pie como en bicicleta, de distinto grado de dificultad, su ecomuseo o su posición ideal para observar las estrellas certificado como destino starlight.[8] Cuenta con un hotel rural con más de cien plazas y con varias casas rurales.

## Administración y política
Alcaldes:
| Periodo   | Nombre                                             | Partido   |
| --------- | -------------------------------------------------- | --------- |
| 1979-1983 | Julián Sánchez Sánchez                             | MCPV      |
| 1983-1987 | Antonio Soriano Yuste                              | PSPV-PSOE |
| 1987-1991 | Eduardo Andrés Pérez                               | AP        |
| 1991-1995 | Jesús Andrés Mora                                  | PP        |
| 1995-1999 | Manuel Cubel Montesinos                            | PSPV-PSOE |
| 1999-2003 | Manuel Cubel Montesinos Juan Carlos Mora Sebastián | PSPV-PSOE |
| 2003-2007 | Juan Carlos Mora Sebastián                         | PSPV-PSOE |
| 2007-2011 | José Antonio Álvaro Pamplona                       | PSPV-PSOE |
| 2011-2015 | Rafael Giménez Chicharro                           | PSPV-PSOE |
| 2015-2019 | Rafael Giménez Chicharro                           | PSPV-PSOE |
| 2019-2023 | Rafael Giménez Chicharro                           | PSPV-PSOE |

## Patrimonio
- Iglesia parroquial. Dedicada a la Virgen de los Ángeles, fue terminada a mediados del siglo XVI. Debido a que usó de base una construcción preexistente, esta iglesia cuenta con diversos estilos: La puerta principal es de estilo renacentista, con columnas estriadas y con tres hornacinas arriba, en las que parece que hubo alguna escultura. La puerta trasera es de estilo románico y el interior barroco, por lo que está decorada casi por completo con la técnica del esgrafiado, muy bien conservado. En el altar hay dos representaciones, una a Santa Bárbara y otra a Santa Catalina de Alejandría, patrona del pueblo, estando situadas una a cada lado, dejando en el centro a la Virgen de los Ángeles.[9]
- Ermita de Santa Catalina. Este santuario se encuentra a 1100 m de altura, dando nombre a la montaña donde está construido. Data del siglo XVII y está reconocido como Monumento de Interés Local. Es un edificio también decorado en parte con la técnica del esgrafiado. Tiene aneja una hospedería, añadida en 1728, pero que actualmente está en desuso. Junto a esta, mana una fuente con cinco caños.[10]
- Ermita de la Sangre del Santo Cristo. A pesar de que, en la inscripción que está en la ménsula de la entrada, la iglesia data de 1621, por sus características y su estructura se cree que esta ermita es más antigua.[11] Tiene una base cuadrada que tenía todo el techo y las verjas de madera, aunque fue quemada durante la Guerra Civil. Solo se abre dos veces al año, el Domingo de Ramos y el Viernes Santo.
- Torre del Cortijo. Data de los siglos X-XI, construida durante los reinos de Taifas, concretamente el de Banu Qasim. La torre estaba rodeada por una muralla completamente cuadrada, situando el poblado y las tierras en el exterior a esta, que era utilizada como almacén de grano. En caso de haber avisos de peligro, se utilizaba como refugio para los habitantes del municipio, ya que además contenía un pozo. También se le daba uso como torre vigía. Antiguamente se encontraba en el mismo centro de la ciudad, aunque esa distribución ha cambiado durante los siglos debido a las construcciones que se han realizado a su alrededor.[12]Vista de las estrellas en Aras de los Olmos

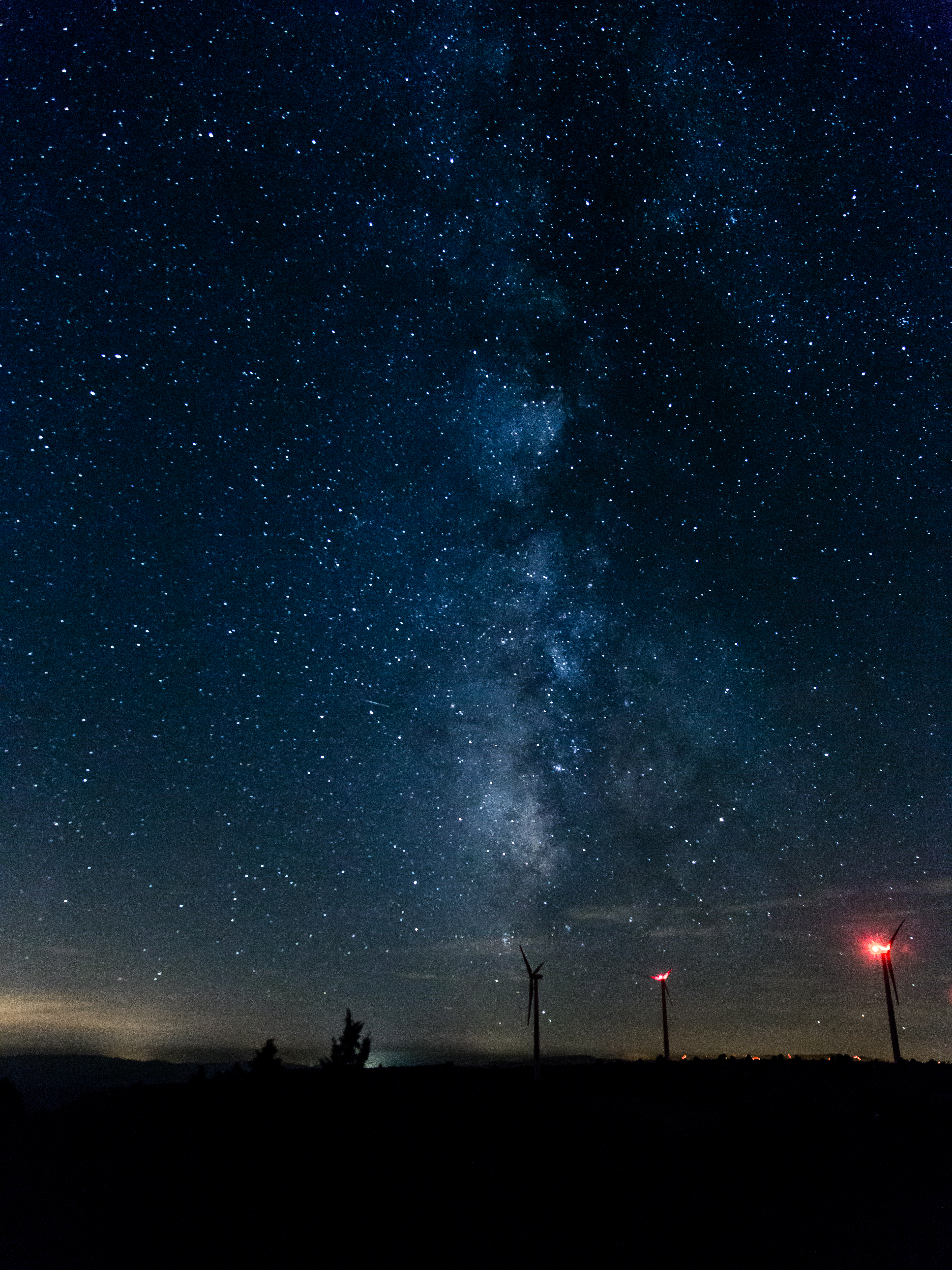
Vista de las estrellas en Aras de los Olmos

- Casa del Balcón Esquina o Casa de los Monterde. Casa señorial en piedra con la peculiaridad de tener un balcón esquinado de estilo aragonés, único ejemplar de la Comunidad Valenciana. Esta casa perteneció a los Templarios y, una vez disuelta la Orden, pasó a pertenecer a los señores de Monterde. El escudo con el emblema de esta familia aún se conserva en el balcón junto al de la Orden de Montesa.[11]
- Horno medieval. Lleva en las calles de este municipio aproximadamente 600 años. Fue concebido como tal por Pedro el Ceremonioso en 1351, estando en funcionamiento hasta 1975. Este horno fue de uso comunitario, usado por los habitantes para cocinar un gran número de platos. Actualmente se puede visitar y dentro de se encuentra una exposición sobre el cereal, su cultivo y como se trataba en la antigüedad.[13]
- Huertos tapiados. De estilo árabe, datan del siglo XVI. Todos están cerrados por muros de piedra y cuentan con una puerta de madera para su acceso. Están separados por unos estrechos callejones y conectados por una red de acequias.[11]
- Los Blasones y escudos de Aras de los Olmos. Se encuentran distribuidos por diferentes lugares de la población, son bien de interés cultural, inscritos mediante declaración genérica.
- Losillasaurus. Dinosaurio a tamaño real ubicado al lado del jardín etnobotánico. Fue una especie gigante, entre 25 y 30 m de longitud y un peso aproximado de 25 toneladas. Sus restos se encontraron cerca de la aldea Losilla.[14]
- Castillo de la Muela. Yacimiento íbero Castillejo ubicado en la Muela de Santa Catalina que consiste en una antigua muralla defensiva. está ubicado a 1.1315 m sobre el nivel del mar.[14]

## Cultura

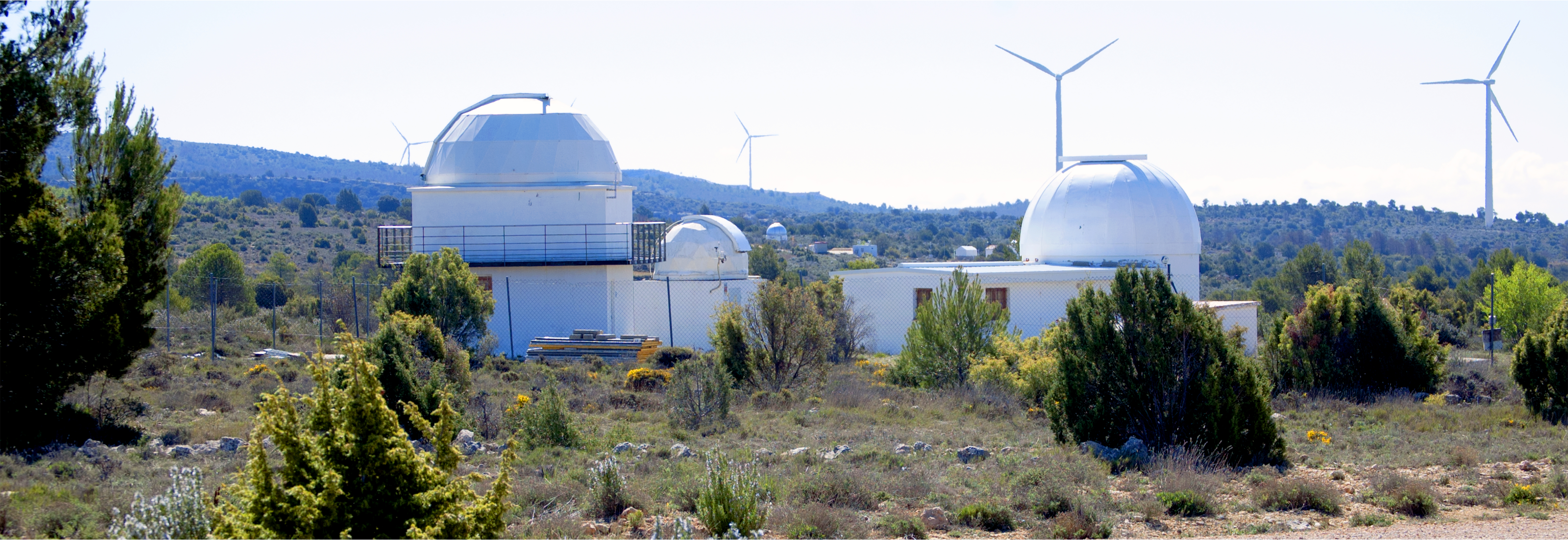
Uno de los observatorios en la Muela de Santa Catalina

- En su término municipal se encuentran varios observatorios astronómicos, dos de ellos amateurs y uno profesional: el observatorio amateur de la Cambra (OLC), emplazado dentro de la población; el observatorio astronómico de la Asociación Valenciana de Astronomía, el Centro Astronómico del Alto Turia (CAAT); y el Observatorio Aras del Olmo (OAO), de la Universidad de Valencia, estos dos últimos sobre la Muela de Santa Catalina, dentro del parque eólico. Junto al vecino observatorio profesional del CEFCA (OAJ) en Javalambre, Arcos de las Salinas y el observatorio educativo Cosmofísica en Titaguas, conforman el parque astronómico de Los Serranos-Javalambre. Hay otro observatorio dentro del centro Big History, situado dentro del municipio, que cuenta además con un planetario. Por otra parte, el municipio cuenta con la certificación de Destino Starlight, que lo acredita como uno de los mejores cielos europeos para la observación de las estrellas.[15]
- El Museo Arqueológico municipal Francisco Moreno Mesas, fundado en 1981 por el mismo Francisco, antiguo maestro de la escuela, y Eugenio Moltó, exfuncionario del ayuntamiento. Está situado en la primera planta del Ecomuseo. Los elementos expuestos fueron encontrados en las salidas que el maestro hacía con su alumnado, en las que empezaron recogiendo muestras de fósiles, cada vez más numerosas y que llenaban un depósito, la saturación del cual, hizo que se creara el museo. Entre las salidas cabe destacar los hallazgos de restos de dinosaurios. El museo cuenta con objetos de los periodos de la Edad de Piedra, Edad de Bronce, íberos, romanos, visigodos, árabes y medievales, y material paleontológico como partes de dinosaurios, fósiles y minerales entre otros.[16]
- El jardín etnobotánico está situado donde antes de encontraba el cementerio municipal, que dejó de ejercer su función en el 1995. Cuenta con 300 m cuadrados destinados a ser un espacio didáctico y divulgativo que pretende dar a conocer al visitante el conjunto de plantas aromáticas y medicinales más usadas en la cocina tradicional gracias al clima y monte mediterráneo, como el romero, la salvia, el orégano, o el tomillo. Ha sido reconocido dentro del III Concurso de Cementerios, dentro de la categoría de "mejor iniciativa medioambiental de ámbito nacional" en el año 2016.[17]

## Fiestas
- San Marcos. La fiesta en honor al patrón del pueblo, se celebra cada 25 de abril. Es típico cocinar las populares gachas en la plaza y la Romería a la ermita de Santa Catalina, en honor al santo, que cierra los festejos.[18]
- Jornadas Íberas. Tienen lugar en junio, y se festejan todo un fin de semana. Durante estos tres días, las calles adoptan una temática íbera llenándose de talleres y puestos con productos locales. Además, es típico visitar monumentos como el yacimiento íbero.[18]
- Fiestas de verano. Se celebran en la última semana de agosto. Durante la semana de fiestas, se realizan múltiples actividades como comidas populares, conciertos, juegos tradicionales, talleres y concursos en honor a Santa Catalina, patrona del municipio.[18]
- Aras en Flor. Durante los meses de mayo y junio, con la llegada de la primavera, se abren los concursos "Aras en Flor" y "Fachadas de Flor", que durante estos meses convierten un paseo por Aras de los Olmos en una experiencia llena de olores y colores.[18]
- Fiestas Gordas. Próximas en el año 2030. Se celebran cada siete años en honor a Santa Catalina, y son de especial significación y atractivo popular. Tienen de extraordinario que duran alrededor de 12 días y que cuentan con la colaboración de los/las serranos/as, jóvenes de entre 16 y 23 años que utilizan el traje típico en distintos actos. Un acto religioso a resaltar es la procesión por las calles del pueblo con la imagen de la santa un mes antes de dar comienzo las fiestas, bajándola desde la ermita, y teniendo lugar la Entrada de Moros y Cristianos, conocida popularmente como Entramoro. Esto se trata de un auto (teatro) donde se escenifica la lucha entre el bien y el mal, donde el bien es derrotado por las tropas del mal, pero este al fin es vencido por la intercesión de Santa Catalina, convirtiendo a las tropas musulmanas al cristianismo. Durante los 15 días, se realizan multitud de actividades de todo tipo.[18]El Entramoro

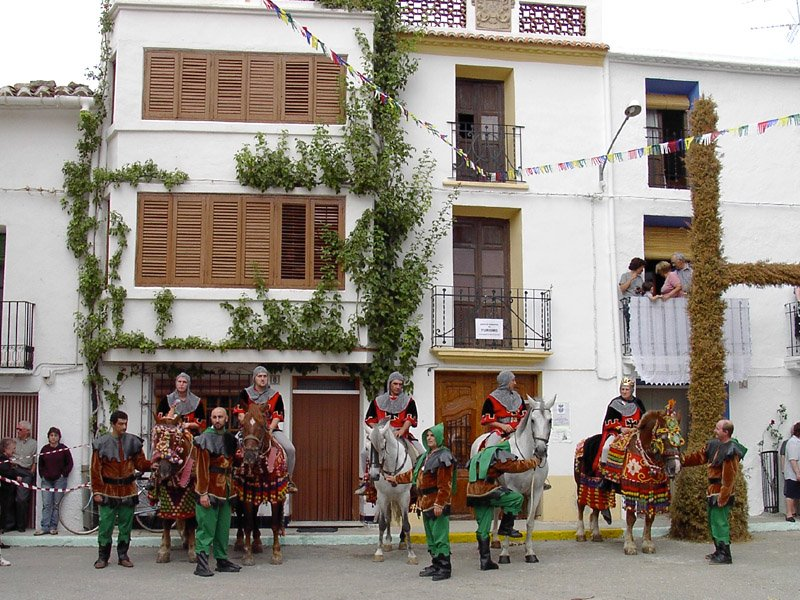
El Entramoro

- Romería al Santuario de Santa Catalina. Se celebra cada 25 de noviembre. La romería en la ermita de Santa Catalina cierra los festejos de actos populares que recuperan platos de la gastronomía autóctona como las gachas, en la plaza de los Serranos, y otras actuaciones culturales.[18]

## Gastronomía
La situación geográfica de este territorio supone que en la gastronomía tradicional areña tengan gran influencia las gastronomías aragonesa y castellana. Los más comunes son:
- Gachas: el plato más típico del pueblo, clásico de agricultores y ganaderos. Consiste en harina de maíz cocida junto con tajadas de cerdo y sardinas saladas.[19]
- Ajoarriero: es un plato tradicional elaborado con patatas, huevo, ajo y aceite. Ingredientes que se machacan hasta formar una pasta[20]
- Monteruelo: es un plato muy conocido de Cuenca y Guadalajara. Se cocina con hígado de cerdo, pan rallado y diversas especias y se machaca en un mortero hasta obtener una pasta homogénea.[21]